# Emilio Hernán Díaz Herrera
Emilio Hernán Díaz Herrera (Madrid, 9 d'abril de 1932), va ser un ciclista espanyol que fou professional entre 1956 i 1961. El seu major èxit esportiu fou la victòria a la Volta a Astúries de 1956.

## Palmarès
- 1955
  - 2n a la Volta a Navarra
- 1956
  - 1r a la Volta a Astúries
  - Vencedor d'una etapa a la Volta a Mallorca

### Resultats a la Volta a Espanya
- 1956. Abandona
- 1957. 43è de la classificació general
- 1961. 27è de la classificació general